# Tempio di Pomona (Potsdam)
Il Tempio di Pomona (in tedesco Pomonatempel) è un piccolo padiglione neoclassico sito sul colle del Pfingstberg nella città tedesca di Potsdam.
Costruito nel 1800 come casina di delizia per il consigliere di corte Oesfeld, all'epoca proprietario del terreno, è la prima opera progettata da Karl Friedrich Schinkel. È posto sotto tutela monumentale (Denkmalschutz).

## Storia
Nel 1787 il consigliere di corte Carl Ludwig von Oesfeld ereditò la proprietà del colle Judenberg ("monte dei giudei") alla periferia di Potsdam, coltivato a vigneti e sul quale sorgeva un piccolo padiglione in rovina, dedicato alla dea romana dei frutti Pomona.
Oesfeld decise di abbattere la vecchia costruzione e di farne costruire una nuova al giovane architetto Karl Friedrich Schinkel, per utilizzarla come belvedere e come casina da tè.
Il nuovo tempietto, in stile neoclassico, fu costruito nel 1800 e fu pertanto la prima opera progettata da Schinkel.
Nel 1817 la proprietà dell'intero colle venne acquistata dal principe ereditario Federico Guglielmo, che lo ribattezzò Pfingstberg ("monte della Pentecoste"); nei decenni successivi nelle immediate vicinanze venne edificato l'imponente Belvedere, trasformando il carattere del luogo.
Danneggiato durante la seconda guerra mondiale, il tempietto venne lasciato in stato di abbandono dalle autorità della Repubblica Democratica Tedesca a causa della sua vicinanza all'area di confine con Berlino Ovest. Ridotto in stato di rovina, fu ricostruito dopo la riunificazione, dal 1992 al 1993, e riaperto al pubblico.

## Caratteristiche
L'edificio, di pianta quasi quadrata, ha forma di tempio prostilo tetrastilo di ordine ionico ornato da un frontone. Sul retro una scala a chiocciola conduce alla terrazza panoramica posta sul tetto.
All'interno vi è una sola piccola stanza.